# Kuss Quartett
Das Kuss Quartett (englisch Kuss Quartet) mit Jana Kuss (Violine), Oliver Wille (Violine), William Coleman (Viola) und Mikayel Hakhnazaryan (Violoncello) ist ein in Berlin ansässiges Streichquartett. Es wurde 1991 an der Hochschule für Musik Hanns Eisler in Berlin von den beiden Geigern des Ensembles gegründet und spielt seit 2008 in der jetzigen Besetzung.

## Geschichte
Zu den Lehrern des Kuss Quartetts zählten Walter Levin, Christoph Poppen, Eberhard Feltz und das Alban Berg Quartett. In der Saison 2001/02 folgte das Quartett einer Einladung von Paul Katz vom Cleveland-Quartett zum Studienaufenthalt am New England Conservatory in Boston. Dort absolvierten sie ein Graduate Diploma Program für Streichquartett. Sein Debüt hatte das Ensemble 1993 beim Schlosskonzert des Bundespräsidenten Richard von Weizsäcker.

## Auszeichnungen
Internationale Preise gewann das Quartett beim Wettbewerb in Bubenreuth (1997), beim Karl-Klingler-Wettbewerb (Berlin, 1998) und dem internationalen Streichquartett Wettbewerb in Banff (Kanada, 2001) die Arbeit des Ensembles. Im Juni 2002 wurde dem Kuss Quartett der 1. Preis beim Internationalen Wettbewerb für Streichquartett Premio Paolo Borciani in Reggio Emilia/Italien verliehen. Zeitgleich mit dem Borciani-Wettbewerb fiel die Entscheidung der ECHO (European Concert Halls Organisation) für das Kuss Quartett als deutsche Künstler des Rising Stars Programms, infolgedessen das Quartett in der Saison 2003/04 sein Debüt im Concertgebouw Amsterdam und dem Wiener Konzerthaus sowie der Kölner Philharmonie, Carnegie Hall, Athens Concert Hall und Birmingham Symphony Hall gab. Außerdem wurde das Quartett durch den Borletti-Buitoni Trust gefördert.
Seitdem gehört es zu den etablierten Ensembles seiner Generation und konzertiert in Europa, den USA, Südamerika und Japan.
Das Kuss Quartett spielte mit Kammermusikpartnern wie der Sängerin Mojca Erdmann, dem Cellisten Miklós Perényi, den Klarinettisten Sharon Kam und Paul Meyer. Es hat besondere Konzertformate wie die Klassik-Lounge im Watergate Club, die Gesprächskonzerte „Explica“ und Programme der Verbindung Literatur und Musik mit dem Schauspieler Udo Samel entwickelt.

## Diskographie
- Oehms Classics: Mendelssohn/Mozart Streichquartette (2006)
- Sony Classical: Bridges – Renaissance und Moderne (2007)
- Sony Classical: Haydn: Streichquartette
- Onyx: Schubert/Berg (2011)
- Onyx: Thème russe (2012)
- Onyx: Schubert Streichquintett C-Dur (2013)
- Onyx: Brahms/Schönberg (mit Mojca Erdmann, 2016)[6]
- Sony Classical: Rudi Stephan – Chamber Works and Songs (mit Hinrich Alpers, Hanno Müller-Brachmann, Agata Szymczewska, Nabil Shehata, und Marie-Pierre Langlamet, 2017)
- Sony Classical: Mieczyslaw Weinberg – Klavierquintett, Op. 18 (mit Olga Scheps, 2019)
- Rubicon Classics: Beethoven – Streichquartette 1 bis 16 live (2020)
- Rubicon Classics: Berlin FREIZeit (mit Sarah Maria Sun und Johannes Fischer, 2021)